# Novella Calligaris
Novella Calligaris (Pàdua, 27 de desembre de 1954) és una nedadora i periodista italiana, coneguda per ser la primera esportista italiana en guanyar una medalla als Jocs Olímpics en natació.

## Palmarès
Jocs Olímpics
- 1 medalla d'argent en 400 m lliures als Jocs Olímpics d'Estiu de 1972
- 1 medalla de bronze en 800 m lliures als Jocs Olímpics d'Estiu de 1972
- 1 medalla de bronze en 400 m estils als Jocs Olímpics d'Estiu de 1972

Campionats del Món
- 1 medalla d'or en 800 m lliures: 1973
- 1 medalla de bronze en 400 m lliures: 1973
- 1 medalla de bronze en 400 m estils: 1973

Campionats d'Europa
- 1 medalla d'argent en 800 m lliures: 1974
- 1 medalla de bronze en 800 m lliures: 1970
- 1 medalla de bronze en 400 m lliures: 1974